# Graftoerisme
Graftoerisme is het fenomeen dat mensen een grafplaats zoeken buiten hun eigen leefgebied. Dit, omdat sommige gemeenten de kosten grafrechten en onderhoud zoveel hebben verhoogd, dat het de moeite loont om in een naburige gemeente een laatste rustplaats te vinden. Voor sommige minderbedeelden is het vaak de enige oplossing als men begraven wil worden. De andere optie crematie met asverstrooiing op het vrije veld, dat verstooien is dan vaak gratis. Dan kan men wel in eigen gemeente of plaats begraven worden.
De term moet niet verward worden met "uitvaarttoerisme", deze beduid namelijk toeristische uitstapjes om de uitvaart bij te wonen van een vooral beroemdheid. Of met toeristisch bezoeken van begraafplaatsen.